# Enzo Aita
(Enzo Aita, Ma le gambe)
Enzo Aita, all'anagrafe Vincenzo Aita (Acireale, 5 aprile 1903 – Napoli, 17 agosto 1971), è stato un tenore italiano.

## Biografia
Tenore, pianista, direttore d'orchestra, compositore, emigra con la famiglia a New York ancora bambino, nel 1909.
Consegue la laurea all'università di New York in Scienze economiche e sociali, e il diploma di pianoforte e canto. Inizia a suonare a 19 anni nei cinematografi di New York come sottofondo musicale dei film muti, ma essendo dotato di grande dote canora il padre lo invia a 20 anni in Italia a studiare canto a Napoli con il tenore Ferdinando De Lucia con il quale si perfeziona.
Non avendo preso la cittadinanza americana viene chiamato per il servizio militare in Italia; finita la ferma inizia la sua carriera, debuttando al Teatro Bellini di Napoli nella Cavalleria rusticana ottenendo un gran successo. Continua poi nei teatri di tutta Italia, per poi fare rientro negli Stati Uniti.
Negli USA affina il suo repertorio, comprensivo di 27 opere; la sua voce poderosa dotata di una notevole estensione, espressiva e raffinata, ben presto lo porta al successo. A 30 anni debutta nel Rigoletto al Metropolitan di New York, continuando poi per 7 anni nei più famosi teatri del paese. Lavora anche per la Philadelphia Orchestra diretta da Leopold Stokowski di cui diventa solista.
La sua prima trasmissione radiofonica avviene nel 1929 a New York per la W.A.B. Columbia con la sua orchestra jazz, continuando poi come solista e direttore dalla stazione radio di Philadelphia.
Nel 1938 Enzo Aita decide il rientro in Italia per motivi familiari: inizia così una rinverdita carriera cantando nei teatri in Italia e in Europa, prima con l'opera, passando poi all'operetta, e ancora alla musica leggera.
Chiamato nel 1939 a Torino dall'EIAR come direttore artistico, compone e interpreta canzoni come Piove, Non te ne andar, Grey Eyes, Che cielo scuro. Tra i suoi altri successi si ricordano: Non sei più la mia bambina (dalla colonna sonora del film Nonna Felicita di Mario Mattoli, anch'essa scritta da Bracchi e D'Anzi), Fiamma d'amor e Dammi del tu.
Alla fine della guerra si trasferisce da Roma a Napoli, dove viveva la sua famiglia e dove conosce la giovane cantante Dora Imperio, che sposa e dalla quale ha tre figli.
Nel 1947, prima di chiudere la sua carriera, partecipa alla Piedigrotta Napoletana. Si dedica quindi all'insegnamento fondando una scuola di canto e musica dalla quale passeranno artisti che diventeranno famosi come Aurelio Fierro, Nunzio Gallo, Mario Da Vinci e Tony Santagata.
Alla fine degli anni cinquanta vince una vertenza contro l'editore Curci e Domenico Modugno: di conseguenza la canzone Piove, di Modugno, cambia il suo titolo in Ciao ciao bambina.
Nel 1964 Vittorio De Sica gli offre una parte in Matrimonio all'italiana, dove interpreta il prete che sposa Sophia Loren e Marcello Mastroianni. Fa quindi una piccola partecipazione anche a L'oro di Napoli.
Nel 2016 gli viene dedicata una strada di Napoli.

## Discografia parziale

### Singoli
- 1938 - La danza che fai tu/Un po' di swing (Parlophon, GP 92451)
- 1938 - Ma le gambe/Segui il ritmo (Parlophon, GP 92465; lato A con il Trio Lescano)
- 1938 - Non sei più la mia bambina/Fiamma d'amor (Parlophon, GP 92624)Quando1938 - Io son frizzante/Con ti (Parlophon, G.P. 92385)
- 1938 - L'ultima canzone/Napoli mia (Parlophon, G.P. 92386)
- 1938 - È così dolce amare/Non lasciarmi (Parlophon, G.P. 92387)
- 1938 - Chi teme l'amore (Parlophon, G.P. 92469)
- 1938 - La danza che fai tu/Un po' di swing (Parlophon, G.P. 92451)
- 1938 - Donna Maria/Porta chiusa (Parlophon, G.P. 92452)
- 1938 - Va la mia canzon d'amor.../Serenata sincera (Parlophon, G.P. 92453)
- 1938 - Ma le gambe/Segui il ritmo (Parlophon, G.P. 92465; con Trio Lescano)
- 1938 - Soltanto tu/Chi teme l'amore (Parlophon, G.P. 92469)
- 1938 - Domani/Serenata del somarello (Parlophon, G.P. 92474)
- 1938 - Stanco/Guardami (Parlophon, G.P. 92493)
- 1938 - Canta bimba canta/Ti-pi-tin (Parlophon, G.P. 92494; con Trio Lescano)
- 1938 - Perché parlare d'amore?/Le più belle canzoni per bambini (Parlophon, G.P. 92583)
- 1938 - Il primo bacio (Parlophon, G.P. 92584)
- 1938 - Come la pioggia/Soltanto al cinema (Parlophon, G.P. 92585)
- 1938 - Omaggi alla vicina/Fronna frunnella (Parlophon, G.P. 92593; lato B Augusto Ferrauto)
- 1938 - Non sei più la mia bambina/Fiamma d'amor (Parlophon, G.P. 92624)
- 1939 - O mia Tamara (Parlophon, G.P. 92632; con Trio Lescano)
- 1939 - Amarsi quando piove/Stanotte con te (Parlophon, G.P. 92667; con Nuccia Natali)
- 1939 - Quando piove con il sole/Anna Maria (Parlophon, G.P. 92708; Lato B Dino Di Luca)
- 1939 - Marirosa/Lascia fare al cuore (Parlophon, G.P. 92709)
- 1939 - Ricordami ancora/Amo la vita (Parlophon, G.P. 92710)
- 1939 - Prima di te nessuna/Dolce sogno (Parlophon, G.P. 92721)
- 1939 - Nebbie/Desiderio (Parlophon, G.P. 92757)
- 1939 - Stelle e sogni/Rumba De Pinar (Parlophon, G.P. 92758)
- 1939 - Dammi del tu/Senorita (Parlophon, G.P. 92759)
- 1939 - Oggi verrò da te
- 1940 - Forse ti chiami Mimì/Piove (La voce del padrone, HN 1722)
- 1940 - Il tuo cuore è una capanna/Mi lascerai (La voce del padrone, HN 1727)